# Saint-Jean-aux-Bois (Ardeny)
Saint-Jean-aux-Bois – miejscowość i gmina we Francji, w regionie Grand Est, w departamencie Ardeny.
Według danych na rok 1990 gminę zamieszkiwało 139 osób, a gęstość zaludnienia wynosiła 16 osób/km².